# 次郎長背負い富士
『次郎長 背負い富士』（じろちょう せおいふじ）は、2006年6月1日から8月31日まで、NHK木曜時代劇で放送された時代劇ドラマ（全10回）。山本一力作の清水次郎長を主人公にした時代小説『背負い富士』を原作とする。

## 概要
従来通りに次郎長を人情深い親分として描いている反面、単なる勧善懲悪時代劇にせず、次郎長がヤクザの世界に入り、黒駒勝蔵との雌雄を決する戦いまでを次郎長を一人の人間として描いているのが本作品の特徴。

## キャスト
- 次郎長：中村雅俊
  - 長五郎（次郎長の青年時代）：忍成修吾
  - 長五郎（次郎長の少年時代）：小清水一揮
- お蝶 / はな：田中美里
- 大政：草刈正雄
- 石松：山本太郎
  - 石松（少年時代）：園部豪太
- 小政：水橋研二
- ふな：烏丸せつこ
- 次郎八：森田順平
- きわ：松尾れい子
- 宏田和尚：神山繁
- 熊五郎：信太昌之
- 三右衛門：小林稔侍
- 佐十郎：山下規介
  - 佐十郎（少年時代）：佐藤慶季
- 源次郎：小倉一郎
- とよ：伊藤榮子
- とり：浅井星光
  - とり（少女時代）：あんな
- とみ：小林さやか
  - とみ（少女時代）：守山玲愛
- 安五郎：義田貴士
- 音吉：菊池均也
  - 音吉（青年時代）：立澤真明　　
  - 音吉（少年時代）：下山葵
- 仁吉：安田顕
- 八五郎：樋口浩二
- 相撲常：ドロンズ石本
- 喜三郎：岡本光太郎
- 勘蔵：瑞木健太郎
- 大五郎：石井康太
- 豚松：上杉陽一
- 綱五郎：鈴木ゆうじ
- きく：板谷由夏
- 鶴吉：永岡佑
- 千代吉：丸山正吾
- 兵蔵：加藤和久
- 半五郎：小谷公一郎
- 喜代蔵：大沼遼平
- 鬼吉：五宝孝一
- 丹蔵：宍戸勝
- 六右衛門：稲川淳二
- 岡一：不破万作
- 長兵衛：隈部洋平
- 小富：白鳥哲
- 広吉：相場貴晴
- 太左衛門：秋間登
- 文吉：頭師佳孝
- 平吉：肥後克広
- 長伝：上島竜兵
- 安濃徳：岡田正典
- 勝蔵：大河内浩
- 長吉：松井範雄
- 武一：有川博
- 三馬政：寺門ジモン
- 七五郎：大橋吾郎
- 久六：天田益男

## スタッフ
- 原作：山本一力
- 脚本：ジェームス三木
- 演出：富沢正幸、佐藤峰世、陸田元一
- 語り：堀尾正明（当時NHKアナウンサー）
- 制作統括：一柳邦久、吉田雅夫
- 音楽：桑原研郎
- 演奏：東京室内楽協会
- 主題歌：華原朋美「あのさよならにさよならを」作詞・作曲：中島みゆき
- 制作・著作：NHK

## 放送日程
| 各話   | 放送日        | サブタイトル               | 演出     |
| ------ | ------------- | -------------------------- | -------- |
| 第1回  | 2006年6月01日 | 春の嵐                     | 富沢正幸 |
| 第2回  | 2006年6月08日 | 涙の別れ                   | 富沢正幸 |
| 第3回  | 2006年6月29日 | 次郎長一家旗揚げ           | 富沢正幸 |
| 第4回  | 2006年7月06日 | 心意気                     | 富沢正幸 |
| 第5回  | 2006年7月13日 | 浮世双六（うきよすごろく） | 富沢正幸 |
| 第6回  | 2006年7月20日 | 蝶に雪                     | 佐藤峰世 |
| 第7回  | 2006年7月27日 | 石松代参                   | 佐藤峰世 |
| 第8回  | 2006年8月03日 | 撃て、都鳥                 | 陸田元一 |
| 第9回  | 2006年8月24日 | 義理と人情                 | 佐藤峰世 |
| 最終回 | 2006年8月31日 | 荒神山の対決               | 佐藤峰世 |